# یک‌مشیت‌باوری
یک‌مَشیَّت‌باوری یا مونوتلیتیسم  (به انگلیسی: Monothelitism) باوری در مسیحیت است که می‌گوید عیسی مسیح تنها یک اراده و مشیت الهی داشت. این برخلاف گروه دیگری معروف به دومشیت‌باوران است که می‌گویند عیسی یک اراده الهی و یک اراده انسانی داست.
یک‌مشیت‌باوری در سال‌های آغازین قرون وسطی پیروان بسیار زیادی داشته و حتی تا سده ۷ میلادی از سوی پاپ نیز پشتیبانی می‌شده تا این که به عنوان اندیشه کفرآمیز رد گردید.